# بلبل أسود وأبيض
بلبل أسود وأبيض (الاسم العلمي: Pycnonotus melanoleucos) (بالإنجليزية: Black-and-white Bulbul)‏ هو نوع من الطيور يتبع جنس البلبل من فصيلة البلابل.